# Ракетные крейсера типа «Леги»
Ракетные крейсера типа «Леги» — тип ракетных крейсеров ВМС США. До 1975 г. классифицировались как ракетные лидеры (Destroyer leader guided), в советской прессе именовались фрегатами. Всего построено 9 единиц: «Леги» (DLG-16 Leahy), «Гарри Е. Ярнелл» (DLG-17 Harry E. Yarnell), «Уорден» (DLG-18 Worden), «Дэйл» (DLG-19 Dale), «Ричмонд К. Тёрнер» (DLG-20 Richmond K. Turner), «Гридли» (DLG-21 Gridley), «Ингланд» (DLG-22 England), «Хэлси» (DLG-23 Halsey), «Ривс» (DLG-24 Reeves). Основным предназначением являлось ПВО авианосных соединений. Имели атомную версию — «Бейнбридж», построенный в единственном экземпляре.
Все корабли этого типа были отправлены на слом в 1993—1994 годах.

## История создания
Ракетные крейсера типа «Леги» были спроектированы как эскортные корабли для противовоздушной и противолодочной обороны авианосных, линейных и десантных групп. Кроме того, предполагалось, что эти корабли смогут наводить на воздушные цели палубные истребители-перехватчики. В конце 1950-х — начале 1960-х годов, с развитием реактивной авиации и появлением атомных подводных лодок возникла необходимость в переоснащении эскортных кораблей более эффективным ракетным вооружением. В начале новыми системами ЗУР и ПЛУР переоснащались артиллерийские крейсера 40-х — 50-х годов, затем начали строить специализированные ракетные корабли. Как правило, они были вооружены одним или двумя зенитными ракетными комплексами и противолодочным ракетным комплексом. Первоначально эти новые корабли классифицировались как ракетные лидеры эсминцев или ракетные фрегаты. В этом была своеобразная ирония судьбы. В те времена основами для классификации боевых кораблей были их водоизмещение и калибр артиллерийского вооружения. По водоизмещению новые корабли превышали обычные артиллерийские эсминцы, по мощи же чисто артиллерийского вооружения — значительно уступали им. Только в середине 70-х годов, когда артиллерийские корабли сошли с арены морских битв, классификация была пересмотрена, и 30 июня 1975 г. все корабли данного типа были переклассифицированы в ракетные крейсера.

## Тактико-технические характеристики
По данным на 1987 год.
- Водоизмещение
  - стандартное — 5760 т;
  - полное — 7800 т;
- Размеры — 162,5 × 16,8 × 7,6 м.
- Двигательная установка:
  - 4 бойлера;
  - 2 паровые турбины (85 000 л.с.);
  - 2 вала.
- Скорость — 33 узла;
- Дальность плавания — 9200 миль (20 уз.);
- Экипаж — 27 офицеров + 397 матросов и старшин;
- Штабные апартаменты — 6 офицеров + 18 матросов и старшин.

### Вооружение
По данным на 1987 год.
- 2 × 20-мм Mk 15 Phalanx — зенитные артиллерийские установки;
- 2 × ПУ Mk 141 (8 × RGM-84A Harpoon) — противокорабельные ракеты;
- 2 × ПУ Mk 10 (80 × RIM-67B Standard SM-2 ER) — зенитные ракеты;
- 1 × ПУ Mk 16 (8 × RUR-5A ASROC) — противолодочные ракеты;
- 2 × ТА Mk 32 (6 × 324-мм Mk 46) — противолодочные торпеды;
- Площадка для противолодочного вертолёта SH-2F Seasprite.

### Электронное оборудование
По данным на 1987 год.
- 1 × AN/SPS-48C — трёхкоординатный радар воздушного обзора;
- 1 × AN/SPS-49 — двухкоординатный радар воздушного обзора;
- 1 × AN/SPS-10F — двухкоординатный радар обзора поверхности;
- 4 × Mk 76 + 4 × AN/SPG-55B — системы наведения ракет с радарами подсветки цели;
- 1 × Mk 14 — система управления артиллерийским огнём;
- 1 × Mk 114 + 1 × AN/SQQ-23B — система управления противолодочным оружием с внутрикорпусным сонаром;
- 1 × NTDS — боевая информационно-управляющая система
- 1 × OE-82 — система спутниковой связи;
- 1 × AN/SRR-71 — приёмник спутниковой связи;
- 1 × AN/WSC-3 — трансивер спутниковой связи;
- 1 × AN/URN-20 TACAN — тактическая аэронавигационная система;
- 4 × Mk 36 SRBOC — пусковые установки постановщика помех;
- 1 × AN/SLQ-32(V)3 — система РЭБ.

## Состав серии
| Номер | Название           | Верфь                     | Заложен    | Спущен     | В строю    | Списан     |
| ----- | ------------------ | ------------------------- | ---------- | ---------- | ---------- | ---------- |
| CG-16 | Leahy              | Bath Iron Works           | 03.12.1959 | 01.07.1961 | 04.08.1962 | 01.10.1993 |
| CG-17 | Harry E. Yarnell   | Bath Iron Works           | 31.05.1960 | 09.12.1961 | 02.02.1963 | 29.10.1993 |
| CG-18 | Worden             | Bath Iron Works           | 19.09.1960 | 02.06.1962 | 03.08.1963 | 01.10.1993 |
| CG-19 | Dale               | New York SB, Camden       | 09.09.1960 | 28.07.1962 | 23.11.1963 | 27.09.1994 |
| CG-20 | Richmond K. Turner | New York SB, Camden       | 09.01.1961 | 06.04.1963 | 13.06.1964 | 13.04.1995 |
| CG-21 | Gridley            | Puget Sound SB, Seattle   | 15.07.1960 | 31.07.1961 | 25.05.1963 | 21.01.1994 |
| CG-22 | England            | Todd Pacific SYs, Seattle | 04.10.1960 | 06.03.1962 | 07.12.1963 | 21.01.1994 |
| CG-23 | Halsey             | San Francisco NSY         | 26.08.1960 | 15.01.1962 | 20.07.1963 | 28.01.1994 |
| CG-24 | Reeves             | Puget Sound NSY           | 01.07.1960 | 12.05.1962 | 15.05.1964 | 12.11.1993 |